# Operário Futebol Clube (Várzea Grande)
L'Operário Futebol Clube, meglio noto come Operário FC o semplicemente Operário, è una società calcistica brasiliana con sede nella città di Várzea Grande, Mato Grosso.

## Storia
Il club fu fondato nel 2002 dopo che il tradizionalissimo Operário fallì. Il club prese lo stesso nome del suo predecessore, l'EC Operário. Nel 2005 il club ha preso il nome di Operário FC e ha raggiunto quell'anno l'ultimo turno per il titolo statale, perso con il Vila Aurora. Nel 2006 ha vinto le finali, con il Barra do Garças, e quindi si è qualificato per la Série C 2006, dove il club ha raggiunto il secondo turno. Dopo alcuni anni nel mezzo, il club ha giocato nuovamente la finale nel 2010, e perse con l'União Rondonópolis. Nel 2011, tuttavia, è seguita una retrocessione.
Negli anni seguenti la squadra giocò nella seconda divisione statale, ma nel frattempo il vecchio Operário fu rifondato e nel 2014 prese nuovamente il posto nella massima divisione statale. L'Operário FC vinse la seconda divisione statale nel 2015 e quindi fu promosso nella massima divisione statale. L'anno successivo in massima divisione c'erano due club chiamati Operário, il vecchio club sotto la sigla CEOV. L'"FC" è retrocesso dopo due stagioni.

## Palmarès

### Competizioni statali
- Campionato Mato-Grossense: 1

2006
- Campeonato Mato-Grossense Segunda Divisão: 2

2015, 2018
- Copa FMF: 1

2005